# Cantón de Sarajevo
El cantón de Sarajevo (en bosnio: Kanton Sarajevo) es uno de los 10 cantones en que se divide la  Federación de Bosnia-Herzegovina, en Bosnia y Herzegovina. El centro del gobierno del cantón es la ciudad de Sarajevo, capital del país. El cantón tiene una extensión de 1.277 km² y una población de 423.645 habitantes en 2009.
Básicamente, el cantón abarca el área metropolitana de la ciudad que se encuentra dentro de las fronteras de la Federación. Aunque la ciudad alberga al 98% de la población de Sarajevo, ésta se concentra en un área muy pequeña respecto del total oficial del cantón.

## Historia
La historia del cantón de Sarajevo se remonta al Neolítico, momento en que surgió la cultura Butmir, cuyos integrantes hicieron de estas montañas y colinas su hogar. En la Edad del Bronce se asentaron en la zona los ilirios, siendo la tribu local, los Daesitates, quienes controlaban la mayor parte del territorio. Organizados como grupo de combate, fueron los últimos ilirios en resistirse a la romanización, hecho que finalmente acaeció en el año 9 dC. Ya bajo dominio del Imperio romano, la región se vio dotada de infraestructuras tales como calzadas y se desarrolló un asentamiento importante en la parte alta de la actual ciudad de Ilidža. Durante la Edad Media, el área del cantón de Sarajevo fue parte esencial del Reino de Bosnia, siendo la ciudad de Vrhbosna una de las más importantes del momento.
El verdadero desarrollo de la región comenzó con la conquista otomana del territorio, ya que fue en esa época en la que el noble musulmán local Isa-Beg Isaković sentó las bases de la actual ciudad de Sarajevo, entre 1461 y 1463. La región evolucionó al vertiginoso ritmo que lo hacía la ciudad, que rápidamente se convirtió en la segunda del Imperio, tras Estambul, y la más importante de toda la península balcánica. Posteriormente, la influencia austrohúngara modernizó y occidentalizó la vida de la región. Con la constitución de la República Federal Socialista de Yugoslavia, el gobierno comunista continuó con el desarrollo de la zona, cuya población se triplicó. Todo este progreso se vio reducido a la mínima expresión tras el estallido de la guerra de Bosnia a principios de los años 90.
La formación del cantón es consecuencia directa de la resolución de dicho conflicto; en concreto, su creación se decidió en el Acuerdo Bosnio-Croata firmado en Washington en 1994, para luego quedar establecidas sus fronteras en los célebres Acuerdos de Dayton de 1995.

## Gobierno e Instituciones
Como sucede en todos los cantones de la Federación, el poder ejecutivo del Cantón de Sarajevo reside en el Premier, cargo actualmente desempeñado por Samir Silajdžić. Al igual que la mayoría de jefes de gobierno del mundo, el Premier cuenta con un gabinete de ministros, además de con diferentes servicios y agencias gubernamentales.
El cantón se divide en 9 municipios encabezados por las principales localidades de la región, excepto en el caso de Sarajevo, que por su tamaño se compone de 4 municipios separados controlados por un gobierno metropolitano propio. Pese a que los municipios en Bosnia no son ayuntamientos al uso, en el caso de las principales ciudades sus territorios y/o nombres coinciden (por ejemplo la ciudad de Ilidža forma parte del municipio de Ilidža) y dichos gobiernos son gobiernos locales de facto, pues controlan la ciudad y sus principales barrios.
- Agencias del Cantón de Sarajevo
  - Agencia para el Desarrollo
  - Agencia de Reservas Económicas
  - Agencia de Información y Estadística
  - Agencia de Planificación del Crecimiento
  - Brigada Profesional de Bomberos

## Geografía
El Cantón de Sarajevo tiene el perfil geográfico bosnio típico. Se sitúa cerca del centro geométrico del país e incluye numerosos picos y montañas como son Bjelašnica, Igman, Jahorina, Trebević o Treskavica. Las ciudades del Cantón suelen estar construidas en las colinas situadas al pie de estas montañas así como en los valles que se abren entre ellas. El valle más destacable es el de Sarajevo, una pequeña depresión sobre la que se asienta el grueso de la ciudad. El río Miljacka atraviesa el Cantón, además de contar con Vrelo Bosne, nacimiento del río Bosna.

## Economía
La economía del Cantón de Sarajevo crecía lentamente, experimentando un debilitamiento considerable durante el Sitio de Sarajevo. La tasa oficial de empleo en Bosnia y Herzegovina ronda el 45,5%; sin embargo, la economía sumergida hace que su valor real se sitúe entre un 25 y un 30%. En Sarajevo los datos oficiales marcan una tasa de paro del 20% de la población activa.
Las principales actividades económicas de la región son el turismo, la industria agroalimentaria y la manufactura en general. Varias de la mayores empresas de Bosnia así como muchas multinaciones como Coca Cola tienen sus instalaciones en el Cantón de Sarajevo.

## Demografía
El Cantón de Sarajevo comprende Sarajevo y su área metropolitana. Al ser Sarajevo la ciudad más poblada del país, su cantón también es uno de los más populosos. Según las estadísticas oficiales de 2009, la población total del Cantón de Sarajevo se estima en 423.645.
La densidad de población del Cantón de Sarajevo es de unos 332 hab/km². El 16,7% de la población del Cantón tiene 14 años o menos, el 67,0% se encuentra en la franja entre los 15 y los 64 y el 16,3% supera los 65 años. De los nueve municipios, el más poblado es Novi Grad (Sarajevo) con 124.035 habitantes. Por el contrario, el de menor población es Trnovo, con sólo 2.524 residentes.
La distribución étnica de la población del Cantón es como sigue: un 79,6% son bosníacos, un 11,2% son serbios y un 6,7% croatas. El municipio con mayor desequilibrio étnico es Stari Grad, uno de los 4 que forman Sarajevo, donde el 98% de la población es bosníaca.[cita requerida]

## Municipios

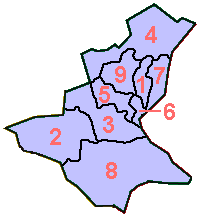
Mapa de los municipios del Cantón de Sarajevo.

Como ya se ha dicho, el Cantón de Sarajevo se compone de 9 municipios:
- Ciudad de Sarajevo:
  - Centar (1).
  - Novi Grad (5).
  - Stari Grad (7).
  - Novo Sarajevo (6).

- Resto del cantón:
  - Hadžići (2).
  - Ilidža (3).
  - Ilijaš (4).
  - Trnovo (8).
  - Vogošća (9).

## Principales ciudades
- Sarajevo